# Acrolophus uncigera
Acrolophus uncigera är en fjärilsart som beskrevs av Walsingham 1887. Acrolophus uncigera ingår i släktet Acrolophus och familjen Acrolophidae. Inga underarter finns listade i Catalogue of Life.